# Kim Zwarts
Kim Zwarts (Maastricht, 1955) is een Nederlands fotograaf. Hij kreeg zijn opleiding aan de Academie voor Toegepaste Kunsten te Maastricht. 
Zwarts werkte als fotograaf mee aan architectuurboeken onder andere gewijd aan het werk van Thom Mayne/Morphosis, Luis Barrágan, Wim Quist, Antoni Gaudí, Alvar Aalto, Charles Vandenhove, Wiel Arets, Dom H. van der Laan en Gerrit Rietveld. Hij realiseerde kunstopdrachten voor Koninklijke Sphinx BV, Mercedes Benz,
Limburg Water (Waterleidingmaatschappij Limburg, WML) en Universiteit Maastricht.  
In 1990 en 1999/2000 stelden studiebeurzen van het Fonds voor de Beeldende Kunsten hem in staat onderzoek naar fotografie te verrichten. Beide keren verbleef hij gedurende een lange periode in de Verenigde Staten.
Zijn autonome werk is gepubliceerd in Pale Pink (1994), Beyond (1997) en Maastricht 148 (2000). Tentoonstellingen van zijn werk werden onder meer gehouden in het Bonnefantenmuseum te Maastricht, het Centraal Museum te Utrecht, de AA te Londen, het Nederlands Foto Instituut te Rotterdam, het Berlage Instituut te Amsterdam, het Centre Céramique te Maastricht, tijdens de ‘Biennale de la photographie’ te Luik, in Maly Manezh te Moskou. In 2001 ontwierp Zwarts  voor de Utrechtse Universiteits Bibliotheek het gevelmotief voor de glas- en betonwanden.
In 1989 ontving Zwarts de Kodak Award en in 1997 werd hem de Werner Mantz Prijs toegekend. Zijn werk is opgenomen in diverse publieke en privé kunstcollecties.
Een voor Zwarts kenmerkende manier van werken (zoals bijvoorbeeld gezien in Maastricht 148) is dat hij het onderwerp van zijn foto's kiest door een ruitjespatroon te tekenen over een plattegrond. Hij nummert vervolgens de snijpunten en maakt bij ieder snijpunt een foto zodanig dat het snijpunt valt binnen het kader van de foto.